# Бонд, Джон Ричард
Джон Ричард Бонд (John Richard Bond, род. 1950, Торонто) — канадский астрофизик-теоретик и космолог, специализируется на изучении структуры Вселенной. Профессор Торонтского университета, член Канадского (1996) и Лондонского (2001) королевских обществ, иностранный член НАН США (2011). В 1996—2006 годах директор Канадского института теоретической астрофизики (Canadian Institute for Theoretical Astrophysics) и с 2002 года директор его программы «Космология и гравитация» (её фелло с 1986). За свою научную деятельность удостоен почти всех главных канадских наград, также как и высших гражданских почестей своих страны и провинции.
Самый цитируемый астроном и космолог Канады в период 1981—1997 годов.

## Биография
Окончил Торонтский университет (бакалавр математики и физики, 1973). Степени магистра (1975) и доктора философии (1979) по теоретической физике получил в Калифорнийском технологическом институте. Для получения последней работал под началом У. А. Фаулера, впоследствии Нобелевского лауреата.
В 1973—1978 годах ассистент-исследователь в Калифорнийском технологическом институте, в 1975-1976 годах также работал в Лаборатории реактивного движения (США), в 1976—1977 годах приглашённый ученый в Институте Нильса Бора.
В 1978—1981 годах в качестве постдока лектор по астрономии в Калифорнийском университете в Беркли.
С 1981 года ассистент-профессор и в 1985—1987 годах ассоциированный профессор Стэнфордского университета. В 1982—1983 годах фелло-исследователь в Кембриджском университете. В 1985 году вернулся в Торонтский университет, где стал профессором кафедры астрономии и физики, а также ассоциированным профессором и с 1987 года (по 1999) профессором Канадского института теоретической астрофизики (Canadian Institute for Theoretical Astrophysics), в 1990—1991 и 1994—1995 годах его и. о. директора, а в 1996—2006 годах директор; в 2000 году стал Университетским профессором Торонтского университета. С 2002 года также член Perimeter Institute for Theoretical Physics. Состоит членом одного из дивизионов Международного астрономического союза.
Работал также в Калифорнийском университете в Санта-Барбаре, Парижском институте астрофизики, Кембриджском институте Исаака Ньютона, Пекинском институте теоретической физики Кавли, Гавайском университете, в 2003 году приглашённый профессор в Парижском университете, в 2007 году гумбольдтовский фелло в Институте астрофизики Общества Макса Планка.
Иностранный почётный член Американской академии искусств и наук и Американской ассоциации содействия развитию науки (обеих — с 2003), фелло Американского физического общества (1998).
Почётный доктор Университета Святой Марии (Галифакс, 2016).

## Награды и отличия
- E.W.R. Steacie Prize, NRC (1989)
- Beals Award, Канадское астрономическое общество (1996)
- CAP-CRM Prize in Theoretical and Mathematical Physics[англ.] (1998)
- Премия Дэнни Хайнемана в области астрофизики (2002)
- NSERC Award of Excellence (2003)
- Канадская золотая медаль Герхарда Херцберга (2006)[5]
- Izaak-Walton-Killam Award[англ.] (2007)
- Премия Гумбольдта (2007)
- Премия Грубера по космологии (2008)
- Henry Marshall Tory Medal[англ.] (2009)
- CAP Medal for Lifetime Achievement in Physics (2010)

Офицер ордена Канады (2005). Удостоен Order of Ontario (2008) и медали Бриллиантового юбилея королевы Елизаветы II (2012).